# Duroia sancti-ciprianii
Duroia sancti-ciprianii är en måreväxtart som beskrevs av Devia Perss. och Charlotte M. Taylor. Duroia sancti-ciprianii ingår i släktet Duroia och familjen måreväxter. Inga underarter finns listade i Catalogue of Life.